# Stanisław Ludwik Jaxa-Rożen
Stanisław Ludwik Jaxa-Rożen (ur. 16 lutego 1906 w Krakowie, zm. 8 lipca 1985 w Jeleniej Górze) – pułkownik saperów Wojska Polskiego, architekt.

## Życiorys
W latach 1928–1931 był podchorążym Szkoły Podchorążych Inżynierii w Warszawie. 15 sierpnia 1931 roku Prezydent RP Ignacy Mościcki mianował go podporucznikiem ze starszeństwem z dniem 15 sierpnia 1930 roku i 25. lokatą w korpusie oficerów inżynierii i saperów. Z dniem 1 września tego roku Minister Spraw Wojskowych wcielił go do 1 batalionu saperów Legionów w Modlinie na stanowisko dowódcy plutonu. 12 marca 1933 roku został awansowany na porucznika ze starszeństwem z dniem 1 stycznia 1933 roku i 30. lokatą w korpusie oficerów inżynierii i saperów.
W kampanii wrześniowej 1939 roku wziął udział w stopniu kapitana, jako dowódca 2 kompanii przeprawowej w batalionie saperów Warszawskiej Brygady Pancerno-Motorowej. Został ciężko ranny. Trafił do szpitala w Lublinie, skąd zbiegł przed ukończeniem leczenia, aby uniknąć niewoli.
Okupację przetrwał na Lubelszczyźnie, zaangażowany w działalność konspiracyjną. Jako saper zajmował się gromadzeniem i zabezpieczaniem broni, pozostałej po kampanii wrześniowej, a także wywiadem wojskowym, pod pozorem przedsiębiorstwa skupu wikliny oznaczając miejsca przepraw na Bugu. Z chwilą wyzwolenia Lublina ujawnił się.
Od 13 września 1944 roku do zakończenia wojny pełnił służbę w oddziale inżynieryjnym 2 Armii WP na stanowisku pomocnika szefa sztabu wojsk inżynieryjnych. Gdy na początku 1945 roku odnalazł w Kielcach swoją rodzinę (wysiedloną z Warszawy podczas powstania), był już majorem.
Po zakończeniu wojny został szefem Służby Inżynieryjnej Poznańskiego Okręgu Wojskowego. W 1946 roku kierował akcją przeciwpowodziową na Wiśle. W 1947 roku został przeniesiony do Oficerskiej Szkoły Wojsk Inżynieryjnych we Wrocławiu na stanowisko kierownika cyklu taktyki. W grudniu 1948 roku z powodu nazwiska i przedwojennego stopnia oficerskiego został w trybie nagłym zwolniony z wojska.
Odebrane przed wojną wykształcenie (I rok Wydz. Architektury Politechniki Warszawskiej oraz uczelnie wojskowe) pozwoliło mu na objęcie stanowiska architekta powiatowego kolejno w Sycowie, Namysłowie i Niemodlinie, gdzie ostatecznie osiadł na stałe. Trudną sytuację rodzinną ratowała żona, Alina z Tacikowskich, przedwojenna absolwentka konserwatorium w klasie fortepianu. To głównie ona podczas okupacji i w późniejszych trudnych okresach utrzymywała rodzinę, ucząc muzyki.
Stanisław Jaxa-Rożen zmarł 11 lipca 1985 roku. Został pochowany na cmentarzu komunalnym w Jeleniej Górze, dokąd odprowadziła go kompania reprezentacyjna Wyższej Oficerskiej Szkoły Radiotechnicznej. Obok niego spoczęła żona Alina, zmarła 26 marca 2003 roku.
Pułkownik Stanisław Jaxa-Rożen pozostawał w stałym kontakcie z Muzeum Wojska Polskiego w Warszawie, któremu przekazał mundur i pamiątki dotyczące historii 2 Armii LWP. Został również zidentyfikowany jako „Żołnierz z fotografii” – zdjęcie to, wykonane w 1945 w okopach w rejonie Siedlec, zamieszczane było w powojennych podręcznikach historii jako symbol polsko-radzieckiego braterstwa broni.

## Rodzina
Był synem Władysława, generała brygady WP, i Wiktorii z Kossobudzkich (ur. 1880 – zm. 30 czerwca 1930), działaczki PPS (?).
Stanisław Jaxa-Rożen miał czworo dzieci:
- córka, Agnieszka ur. 9 kwietnia 1935 w Warszawie. Absolwentka Wyższej Szkoły Muzycznej w Katowicach. Nauczycielka i działaczka w dziedzinie muzyki na Opolszczyźnie, zamieszkała w Opolu.
- syn, Krzysztof, ur. 4 sierpnia 1936 w Warszawie. Absolwent Wyższej Szkoły Wychowania Fizycznego we Wrocławiu. Pracował w Ośrodku Kultury Polskiej w Pradze, następnie w red. Mladej Fronty, po Praskiej Wiośnie wraz z innymi przedstawicielami inteligencji w praskim metro. Zamieszkały w Pradze, na emeryturze.
  - wnuki, Marek, obywatel Czech, zam. w Pradze
  - wnuczka, Izabela, obywatelka polska, zam. w Pradze.
- syn, Przemysław Marcin, ur. 24 stycznia 1939 w Warszawie. Absolwent Wydz. Mech. Politechniki Wrocławskiej. Instruktor spadochronowy, instr. pilot doświadczalny szybowcowy, instruktor pilot samolotowy zawodowy, instruktor narciarski, ratownik GOPR, żeglarz. Na emeryturze po 33 latach pracy w Urzędzie Lotnictwa Cywilnego jako rzeczoznawca w Inspektoracie Kontroli Cywilnych Statków Powietrznych.
  - wnuk, Jędrzej, asystent w Katedrze Kulturoznawstwa Uniwersytetu Wrocławskiego
  - wnuk, Marcin, technik telekomunikacji, żołnierz misji ONZ w Kambodży,
  - wnuk, Jerzy, inżynier informatyk
- syn, Władysław, ur. 23.06.1946 w Poznaniu. Absolwent Wydz. Mech. Politechniki Wrocławskiej. Od roku 1981 za granicą, aktualnie w Kanadzie, ceniony[przez kogo?] specjalista – spawalnik.
  - wnuczka, Anna, ur. we Wrocławiu
  - wnuk, Grzegorz, ur. we Wrocławiu
  - wnuk, Marek, ur. w Kanadzie

## Ordery i odznaczenia
- Order Krzyża Grunwaldu
- Złoty Krzyż Zasługi - 26 listopada 1946 za bohaterskie czyny i dzielne zachowanie się w walce z niemieckim najeźdźcą oraz za gorliwą pracę i sumienne wypełnianie obowiązków służbowych[3]
- Brązowy Krzyż Zasługi